# Dovania
Dovania là một chi bướm đêm thuộc họ Sphingidae.

## Các loài
- Dovania dargei - Pierre, 2000
- Dovania mirei - Pierre, 2000
- Dovania neumanni - Jordan 1925
- Dovania poecila - Rothschild & Jordan 1903